# Bernard Landry
Jean-Bernard Landry (Saint-Jacques-de-Montcalm, Quebec, 9 de marzo de 1937-Verchères, Quebec; 6 de noviembre de  2018) fue un político, profesor y economista canadiense. Landry fue diputado, ministro de Finanzas, líder del Parti québécois y primer ministro de Quebec.

## Biografía
Era de ascendencia acadiana. Enseñó en Quebec —en la Universidad de Quebec en Montreal, o UQAM—, Francia, México —en la Universidad Autónoma de Guerrero, Acapulco— y en varios países africanos. El cinematográfico Jean-Claude Labrecque filmó su campaña electoral de 2003 en la película À hauteur d'homme. Tenía tres hijos y tres nietas. Su esposa era la guionista y cantante Chantal Renaud.
| Predecesor: Yves Duhaime            | Ministro de Finanzas de Quebec 1985       | Sucesor: Gérard D. Lévesque |
| Predecesor: Monique Gagnon-Tremblay | Vice primer ministro de Quebec 1994-2001  | Sucesor: Pauline Marois     |
| Predecesor: Pauline Marois          | Ministro de Finanzas de Quebec 1996-2001  | Sucesor: Pauline Marois     |
| Predecesor: Lucien Bouchard         | Líder del Parti Québécois 2001-2005       | Sucesor: André Boisclair    |
| Predecesor: Lucien Bouchard         | Primer ministro de Quebec 2001-2003       | Sucesor: Jean Charest       |
| Predecesor: Jean Charest            | Líder de la oposición en Quebec 2003-2005 | Sucesor: Louise Harel       |